# Madeleine Milhaud
Madeleine Milhaud (* 22. März 1902 in Paris; † 17. Januar 2008 ebenda) war eine französische Librettistin, Schauspielerin und Autorin. Sie war die Cousine des Komponisten Darius Milhaud (1892–1974), den sie 1925 heiratete.
Madeleine Milhaud begann bereits jung als Schauspielerin und Rezitatorin und kam mit vielen Künstlern ihrer Zeit zusammen. 1928 war sie an Hans Richters dadaistischem Film Vormittagsspuk beteiligt.
Sie hat mit Darius Milhaud einen Sohn, den Maler Daniel Milhaud (* 1930). Darius’ Klaviersuite La Muse Menagère aus dem Jahr 1944 ist ihr gewidmet und stellt eine Vertonung ihres gemeinsamen täglichen Lebens dar. Madeleine Milhaud schrieb die Libretti für die Opern Médée, Bolivar und La Mère coupable ihres Mannes.